# 1736 Floirac
Az 1736 Floirac (ideiglenes jelöléssel 1967 RA) a Naprendszer kisbolygóövében található aszteroida. Guy Soulié fedezte fel 1967. szeptember 6-án, Bordeauxban.